# BEST+3 〜ZARD Piano Classics RE-RECORDING〜
『BEST+3 〜ZARD Piano Classics RE-RECORDING〜』（ベスト・プラススリー ザード・ピアノ・クラシックス・リレコーディング）は、羽田裕美のアルバム。

## 内容
ZARD関連のピアノ・クラシック・カバー集の総集編といえる初のベスト・アルバムで、3曲の初収録曲とそれまで収録したクラシック・カバーのリテイクを収録。初収録の一つ「あの微笑みを忘れないで」は2012年2月8日発売のサウンド・トラック『ウタヒメ 彼女たちのスモーク・オン・ザ・ウォーター Original Sound Track』にも収録されている。収録曲は全て阿倍野区民センター小ホールで録音。

## 収録曲
1. あの微笑みを忘れないで
2. 不思議ね･･･
3. You and me (and･･･)
4. 心を開いて
5. 明日を夢見て
6. あなたに帰りたい
7. マイ フレンド
8. Don't you see!
9. 雨に濡れて
10. 揺れる想い
11. 愛が見えない
12. きっと忘れない
13. 負けないで
14. かけがえのないもの

## CREDIT
作曲：川島だりあ（#1） 織田哲郎 （#2 - 4, 7, 10, 12, 13） 大野愛果 （#5, 14） 栗林誠一郎 （#6, 8, 9） 小澤正澄 （#11）
編曲：藤崎昌弘 （#1, 11） 池田大介 （#2 - 8, 10, 12 - 14）、MissTy （#9）
原曲：ZARD （#1 - 8, 10 - 14） ZYYG,REV,ZARD&WANDS （#9）